# Žamenci
Žamenci – wieś w Słowenii, w gminie Dornava. W 2018 roku liczyła 70 mieszkańców.